# Asota javana
Asota javana là một loài bướm đêm thuộc họ Erebidae. Nó được tìm thấy ở Sundaland, Philippines, Sulawesi và trên đảo Sula.
Sải cánh dài 57– 68 mm.

## Phụ loài
- Asota javana celebensis (Sulawesi)
- Asota javana deliana (Sumatra)
- Asota javana flaviventris (Seram, Sulawesi, Philippines)
- Asota javana javana (Borneo, Boeton, Java, Sulawesi, Myanmar)